# Zamach w Bejrucie (2015)
Zamach w Bejrucie – akt terrorystyczny, który miał miejsce 12 listopada 2015 roku około godziny 18:00 czasu miejscowego w południowej części stolicy Libanu – Bejrucie. W wyniku zamachu zginęły 43 osoby, a około 240 zostało rannych. Do zamachu przyznały się grupy bojowe Państwa Islamskiego.

## Przebieg zamachu
Do eksplozji dwóch bomb w odległości 150 m w odstępie kilku minut doszło w piekarni i szyickim meczecie w okolicy centrum handlowego w dzielnicy Burdż al-Baradżna w południowej części Bejrutu. Według libańskich służb w zamachu miało brać udział 3 zamachowców – dwóch Palestyńczyków oraz Syryjczyk, ciało trzeciego zamachowca (zastrzelonego przez policjantów), któremu nie udało się zdetonować ładunków wybuchowych znaleziono w pobliżu miejsca drugiego wybuchu. W wyniki eksplozji zginęły 43 osoby, a około 240 odniosło obrażenia. Do przeprowadzenia zamachu przyznało się Państwo Islamskie. 

## Po zamachu
Na 13 listopada ogłoszono żałobę narodową. W wyniku działań libańskich służb w ciągu dwóch dni od ataku terrorystycznego zatrzymano ośmiu Syryjczyków oraz trzech Libańczyków związanych z przeprowadzeniem zamachu. Szef Ministerstwa Spraw Wewnętrznych Libanu poinformował, że początkowy plan zamachowców zakładał detonacje pięciu ładunków wybuchowych w szpitalu na południu Bejrutu.
Dzień po ataku terrorystycznym w Bejrucie doszło do serii zamachów w Paryżu, do których udziału również przyznało się Państwo Islamskie.